# Oltenia
L'Oltenia (chiamata anche Piccola Valacchia, Valacchia Alutana o Valacchia Cesarea) è una regione storico-geografica dell'Europa balcanica e della Romania.
In seguito all'ingresso del paese nell'Unione europea, è stata costituita Zona di sviluppo regionale Sud-Ovest Oltenia, un'agenzia di diritto privato ad utilità pubblica che copre il territorio delle cinque province dell'Oltenia.

## Geografia
È racchiusa tra il Danubio, le Alpi Transilvaniche e il fiume Olt, che ne delimita il confine orientale con la Muntenia. Il territorio dell'Oltenia oggi è occupato dagli interi distretti romeni di Mehedinți, Gorj e Dolj, dai territori occidentali dei distretti di Vâlcea e Olt e dal solo comune di Islaz del distretto di Teleorman. La città principale della regione è storicamente individuata in Craiova.
Ha un clima temperato. Nella sua zona sottocarpatica si trovano le terme di Olănesti, Călimanesti Căciulata, Govora, i monasteri di Horezu e Cozia, le grotte "Peșterea Muierii " e Polovragi. Sull'autostrada Drobeta - Târgu Jiu si può visitare il monastero di Tismana. Altre mete turistiche sono il ponte di Traiano sul Danubio (costruito da Apollodoro di Damasco, negli anni 103 - 105 d.C., durante la conquista della Dacia), il forte romano costruito al tempo dell'imperatore Adriano, la idro-centrale di "Porțile de Fier" (presso le gole dette Porte di ferro).
Nella capitale della contea di Gorj, Târgu Jiu si possono ammirare le opere del famoso scultore Constantin Brâncuși, "Poarta sărutului" (La porta del bacio), "Masa tăcerii" (La mensa del silenzio) e "Coloana infinitului" (La colonna dell'infinito).
All'Oltenia sono legate, per nascita o radici, diverse figure di rilievo della musica come Francisco José Debali (Debály Ferenc József), Maria Tănase, Maria Lătărețu, della politica come il ministro Nicolae Titulescu, della letteratura come Marin Sorescu, il comico Amza Pellea.